# Escalar (Alts Pirineus)
Escalar (en francès Escala) és un municipi francès del department dels Alts Pirineus, a la regió d'Occitània.

## Demografia
| 1962                                       | 1968 | 1975 | 1982 | 1990 | 1999 | 2007 |
| ------------------------------------------ | ---- | ---- | ---- | ---- | ---- | ---- |
| 203                                        | 264  | 285  | 388  | 388  | 328  | 390  |
| Des de 1962: població sense dobles comptes |      |      |      |      |      |      |

## Administració
| Període | Identitat         | Partit |
| ------- | ----------------- | ------ |
| 2001-   | Catherine Corrège | AC     |